# ماري لوك بيترمان
كانت ماري لوك بيترمان التي ولدت في (25 فبراير 1908 - 13 ديسمبر 1975) عالمة كيمياء حيوية خلوية أمريكية معروفة بدورها الرئيسي في اكتشاف وتوصيف الريبوسومات الحيوانية، وهي المجمعات الجزيئية التي تقوم بتوليف البروتين. كانت أول امرأة تصبح أستاذة كاملة في كلية الطب بجامعة كورنيل.

## النشأة والتعليم
ولدت ماري بيترمان في 25 فبراير 1908 ، في لوريوم إلى آنا ماي غريرسون وألبرت إدوارد بيترمان، المدير العام لشركة كالوميت وهيكلا للنحاس في كالوميت ، ميشيغان.
التحقت بمدرسة كالوميت الثانوية ومدرسة ماساتشوستس الإعدادية، ثم تخرجت من كلية سميث عام 1929 بمرتبة الشرف في الكيمياء.ثم أخذت استراحة من الدراسة، وقضت عامًا في العمل في جامعة ييل كفني أبحاث تلتها أربع سنوات في البحث عن اختلال التوازن الحمضي في المرضى النفسيين في مستشفى بوسطن للأمراض النفسية . بدأت دراسات الدكتوراه في الكيمياء الفسيولوجية في جامعة ويسكونسن عام 1936. في عام 1939 تخرجت بدرجة الدكتوراه لعمل أطروحة حول دور قشرة الغدة الكظرية في تنظيم الأيونات.